# Rüstringer Stadtpark

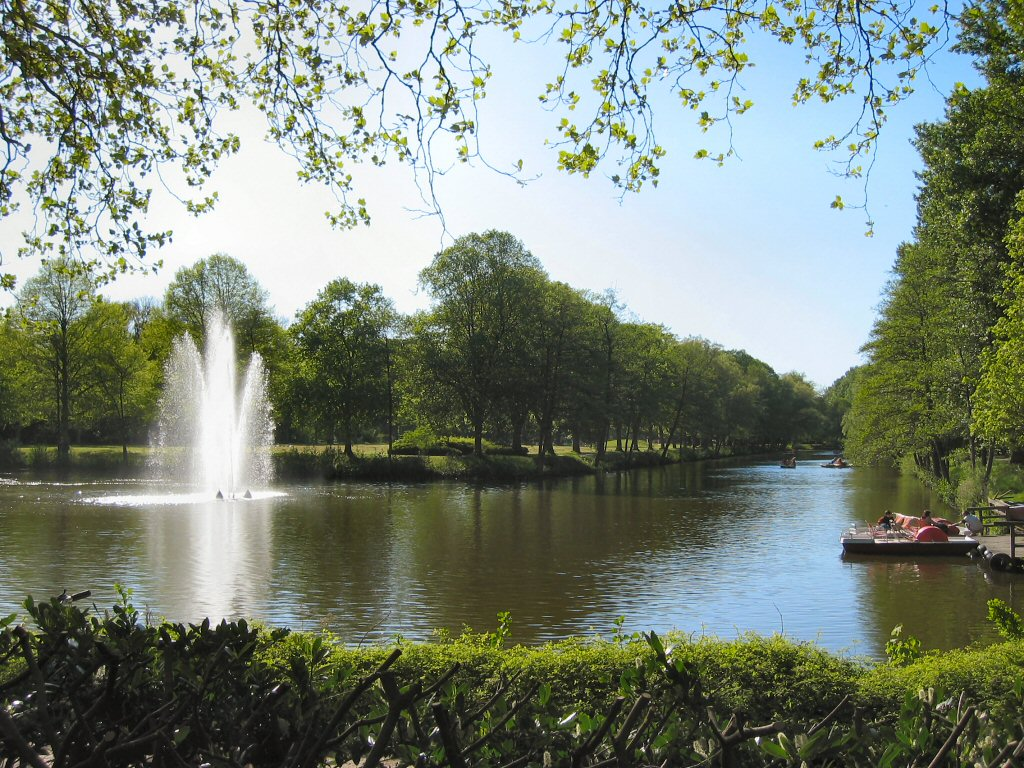
Der Stadtpark, von dem der Stadtteil den Namen erhielt

Der Rüstringer Stadtpark ist ein Stadtteil von Wilhelmshaven in Niedersachsen. Er besteht aus dem namensgebenden Park und dessen Umgebung, insbesondere der Jade Hochschule, Sportanlagen, Schulen und Kleingärten. Wohnbevölkerung gibt es in diesem Stadtteil kaum.

## Geographie
Der Stadtteil grenzt im Westen an der Friedrich-Paffrath-Straße an Altengroden, im Nordwesten an die Wohnbebauung von Altengroden, im Nordosten am Lönsweg und im Osten am Neuengrodener Weg an Neuengroden und im Süden an der tom-Brok-Straße (und östlich Gymnasium und BBS) an den Stadtteil Siebethsburg. Der Stadtteil lässt sich in zwei Stadtviertel, Sportforum im Süden und Rüstringer Stadtpark (als Viertel) im Norden, unterteilen.
Im Süden des Stadtteils befinden sich neben sportlichen Einrichtungen (Fußballstadion, Handball- und Tennishalle, Schwimmbad) auch zwei Schulzentren (Integrierte Gesamtschule, Berufsbildende Schule).

## Geschichte
Der Rüstringer Stadtpark ist die grüne Lunge im Stadtgebiet. In den Jahren 1912 bis 1924 entstand der Park nach den Plänen des Hamburger Gartenarchitekten Leberecht Migge. Am nördlichen Rand des Stadtparks liegt der Ehrenfriedhof, der als Garnisonsfriedhof 1914 für die Reichsmarine angelegt wurde. Rund 3000 Kriegstote aus den beiden Weltkriegen haben hier ihre letzte Ruhe gefunden.

## Einwohner
Im Stadtteil Rüstringer Stadtpark waren mit Stand 2017 lediglich 71 Personen gemeldet. Diese waren zu 100 % Deutsche, davon hatten vier Migrationshintergrund.

### Besiedlung
Der Stadtteil erstreckt sich über eine Fläche von 255,1 Hektar und ist somit fast viermal so groß wie der Stadtteil Neuende. Allein das gleichnamige Stadtviertel – der eigentliche Stadtpark – ist flächenmäßig so groß wie der gesamte Stadtteil Innenstadt. Grünflächen bzw. Parkanlagen sowie Schrebergärten prägen das Bild des Stadtteils.
Da der Stadtteil nur eine geringe Wohnbebauung aufweist, beträgt die Einwohnerdichte 0,4 Einwohner je Hektar.

### Alter
Der Stadtteil Rüstringer Stadtpark hat mit einem Altersdurchschnitt von 40,9 Jahren die drittjüngste Bevölkerung Wilhelmshavens.

## Kultur und Sehenswürdigkeiten
- Stadtpark: Diese 57 Hektar große Parkanlage wurde 1914 bis 1924 nach den Plänen des Hamburger Gartenarchitekten Leberecht Migge angelegt. Zentraler Bestandteil ist der 1,5 Kilometer lange Stadtparkkanal mit den großen Teichanlagen an seinen beiden Enden. An der östlichen Teichanlage befindet sich seit 1958 das „Bootshaus“ mit Gastronomie und einer Freiluftveranda.
- Ehrenfriedhof Wilhelmshaven, in den Jahren 1912 bis 1914 als Begräbnisstätte der Marinegarnison angelegt, später für die Toten beider Weltkriege und als allgemeiner Friedhof genutzt.
- Botanischer Garten Wilhelmshaven, im Jahr 2017 hierher verlegt
- Rosarium Wilhelmshaven, seit 2003

## Schulen und Hochschulen

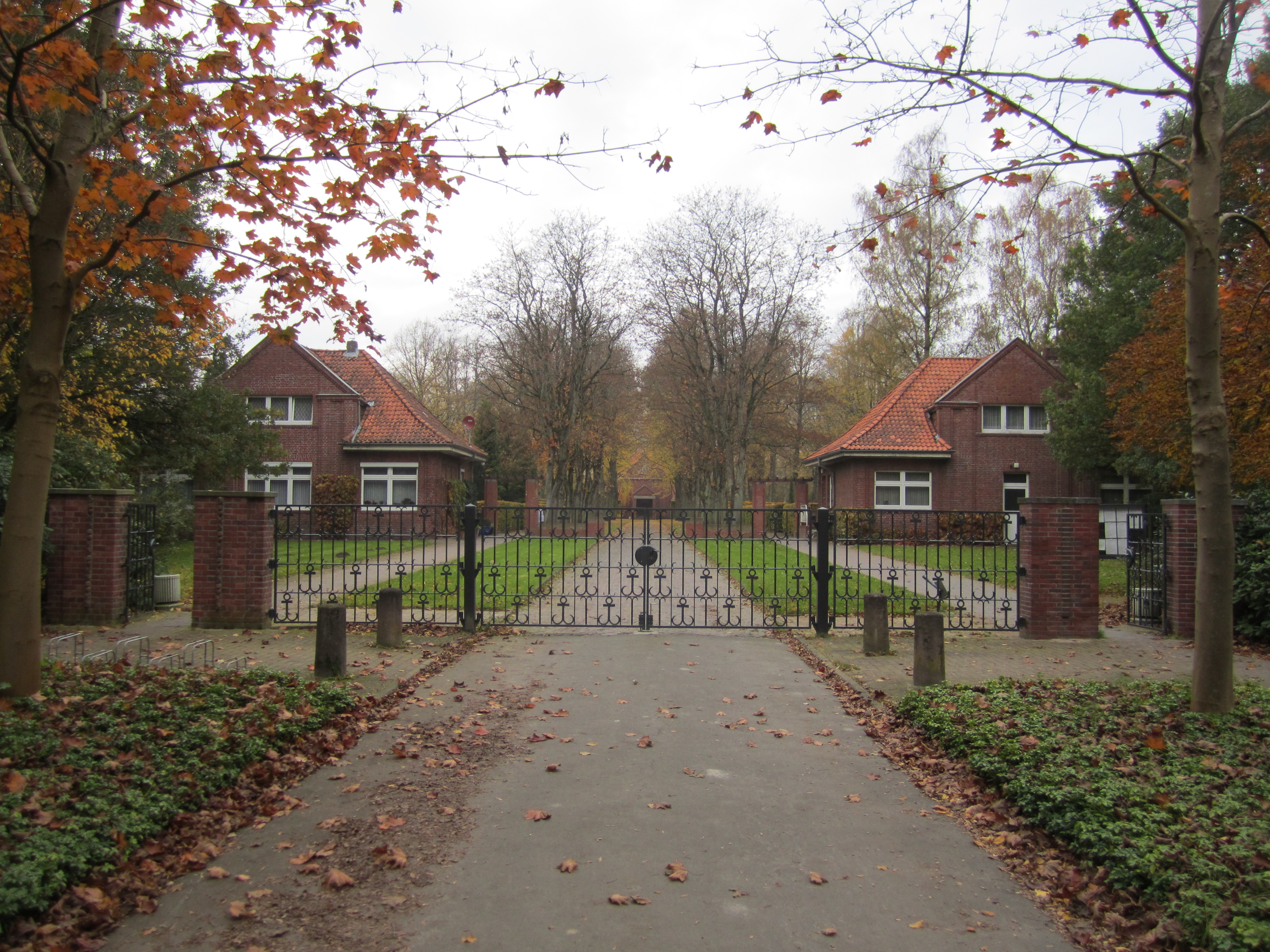
Ehrenfriedhof
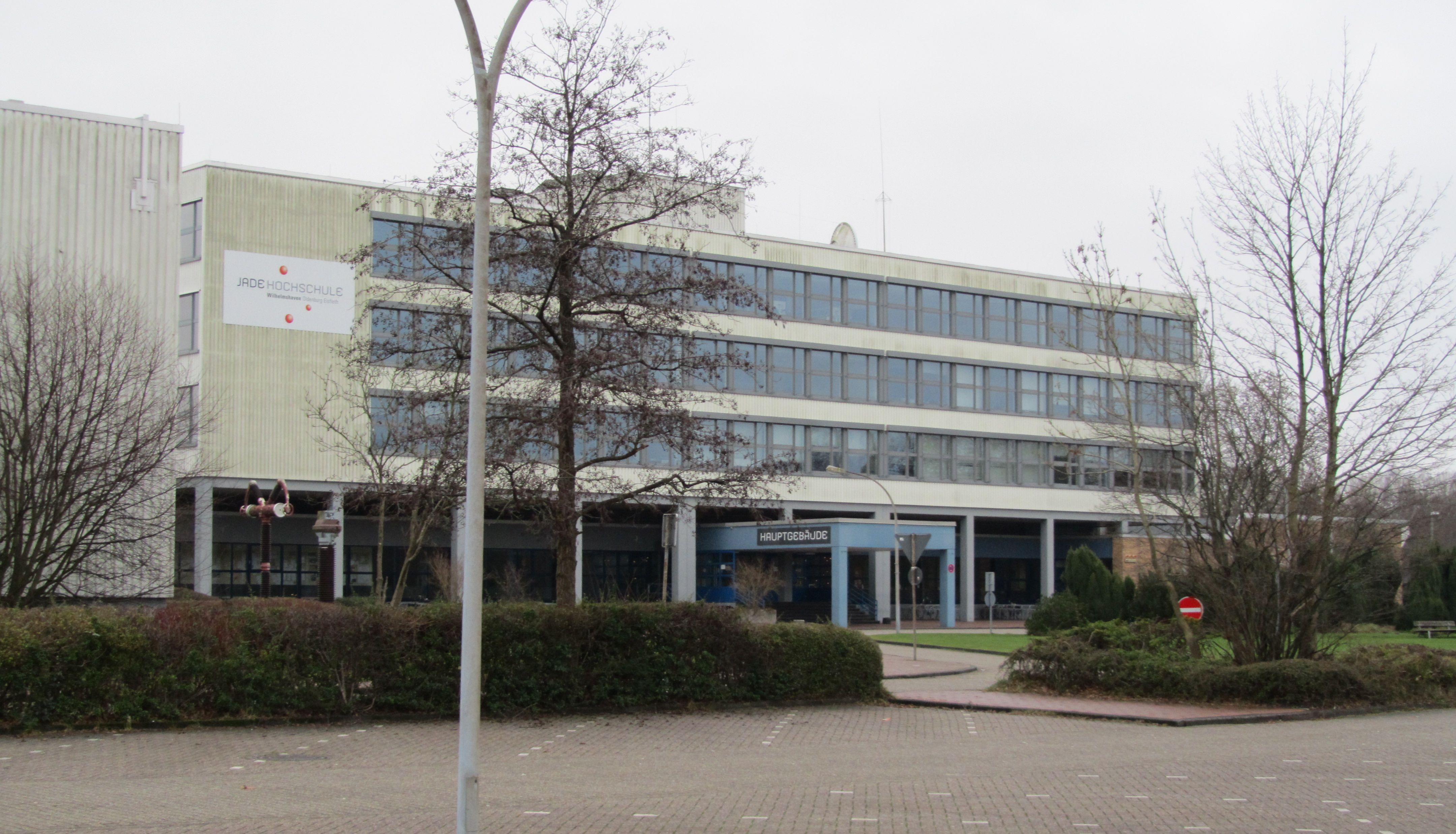
Jade Hochschule
- Käthe-Kollwitz-Gymnasium
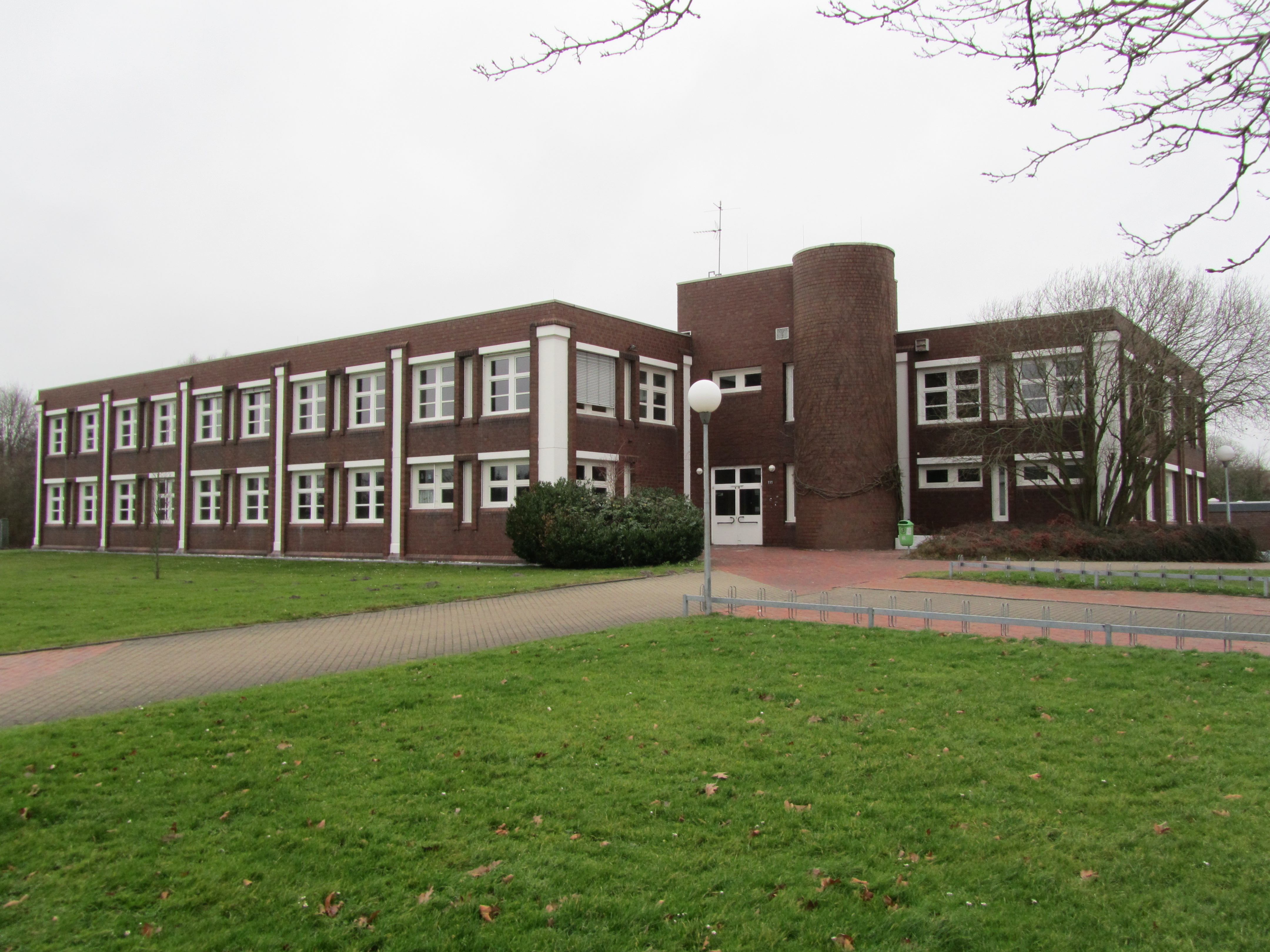
Integrierte Gesamtschule IGS Wilhelmshaven
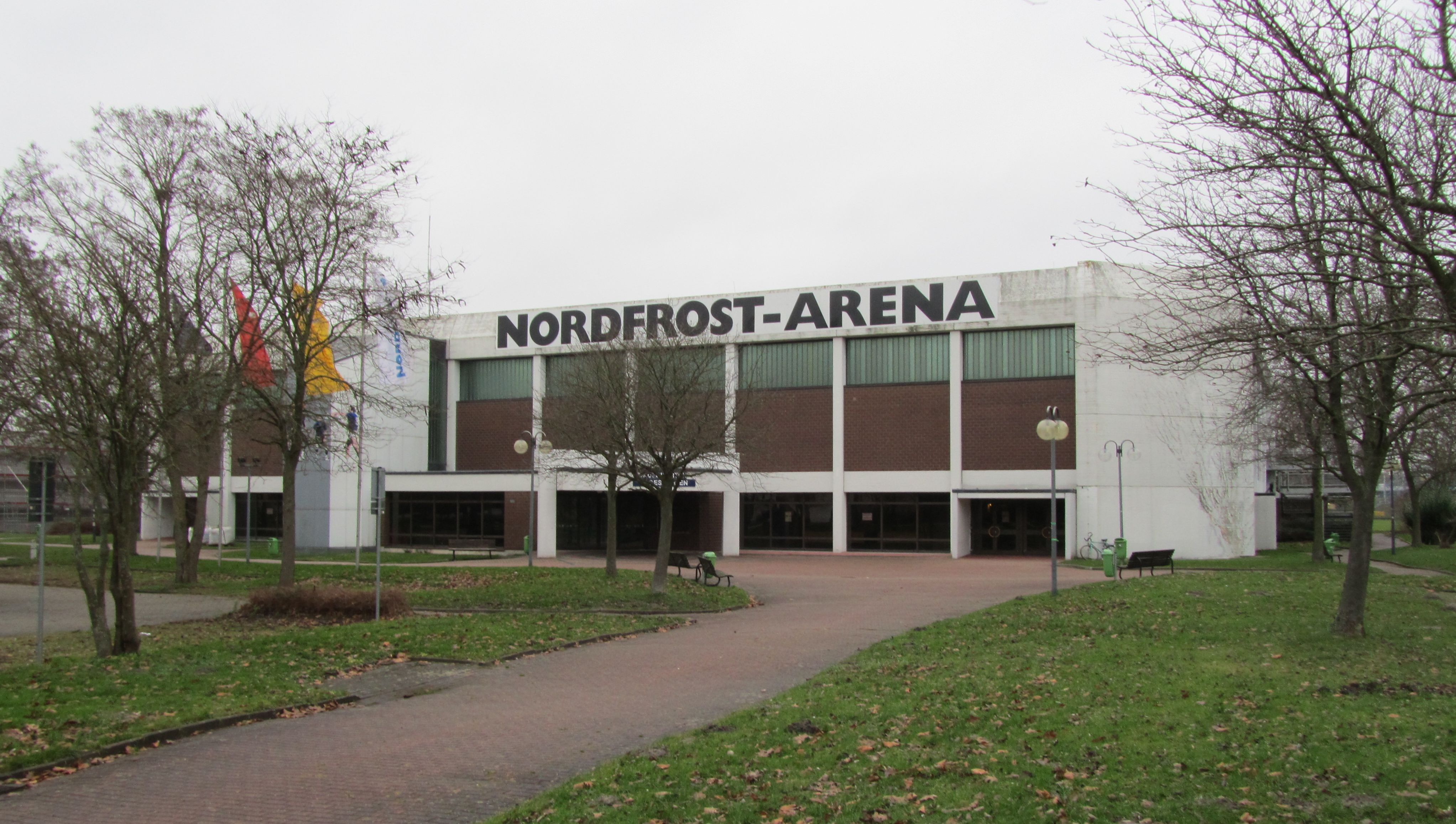
Nordfrost-Arena
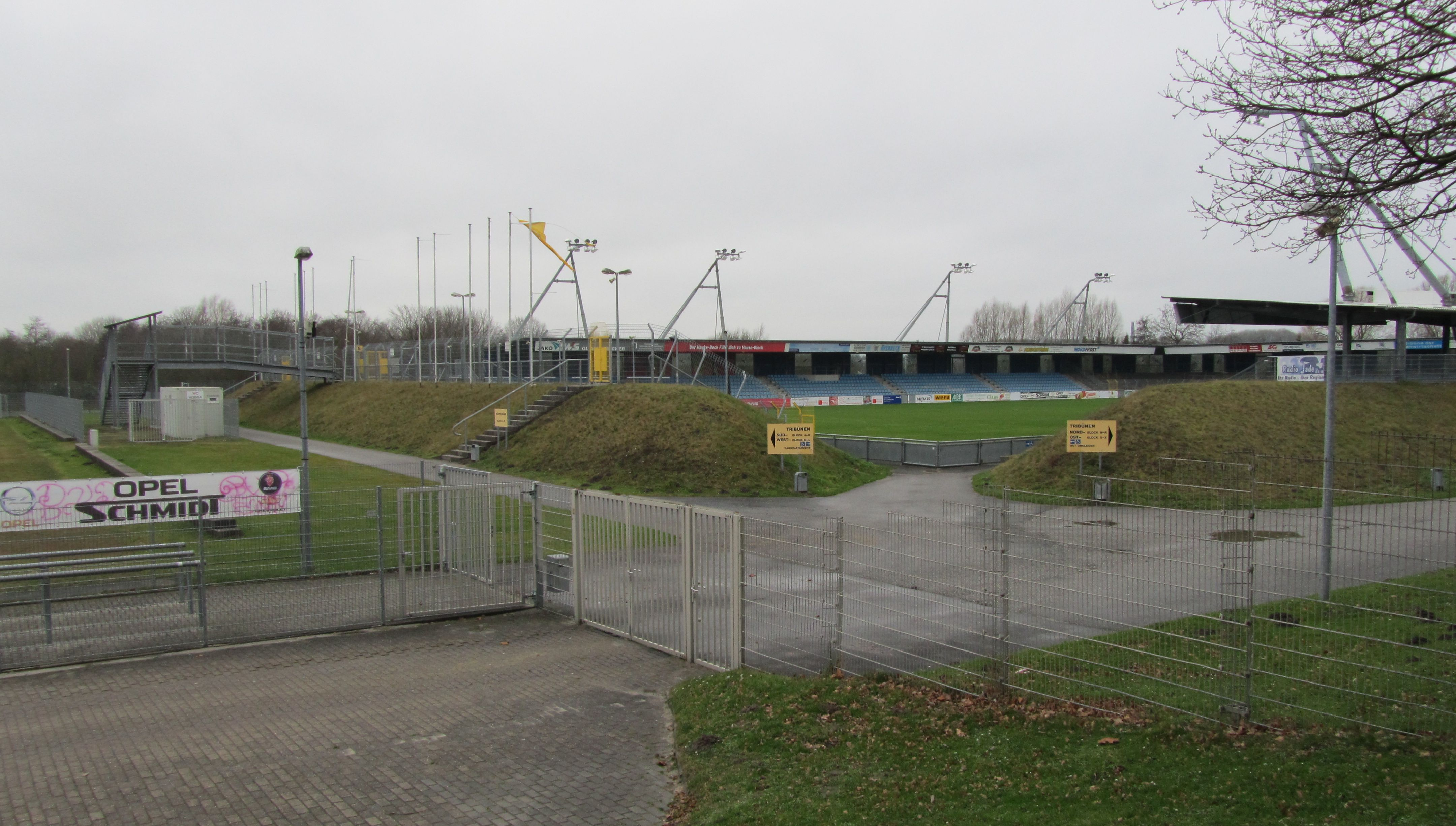
Jade-Stadion
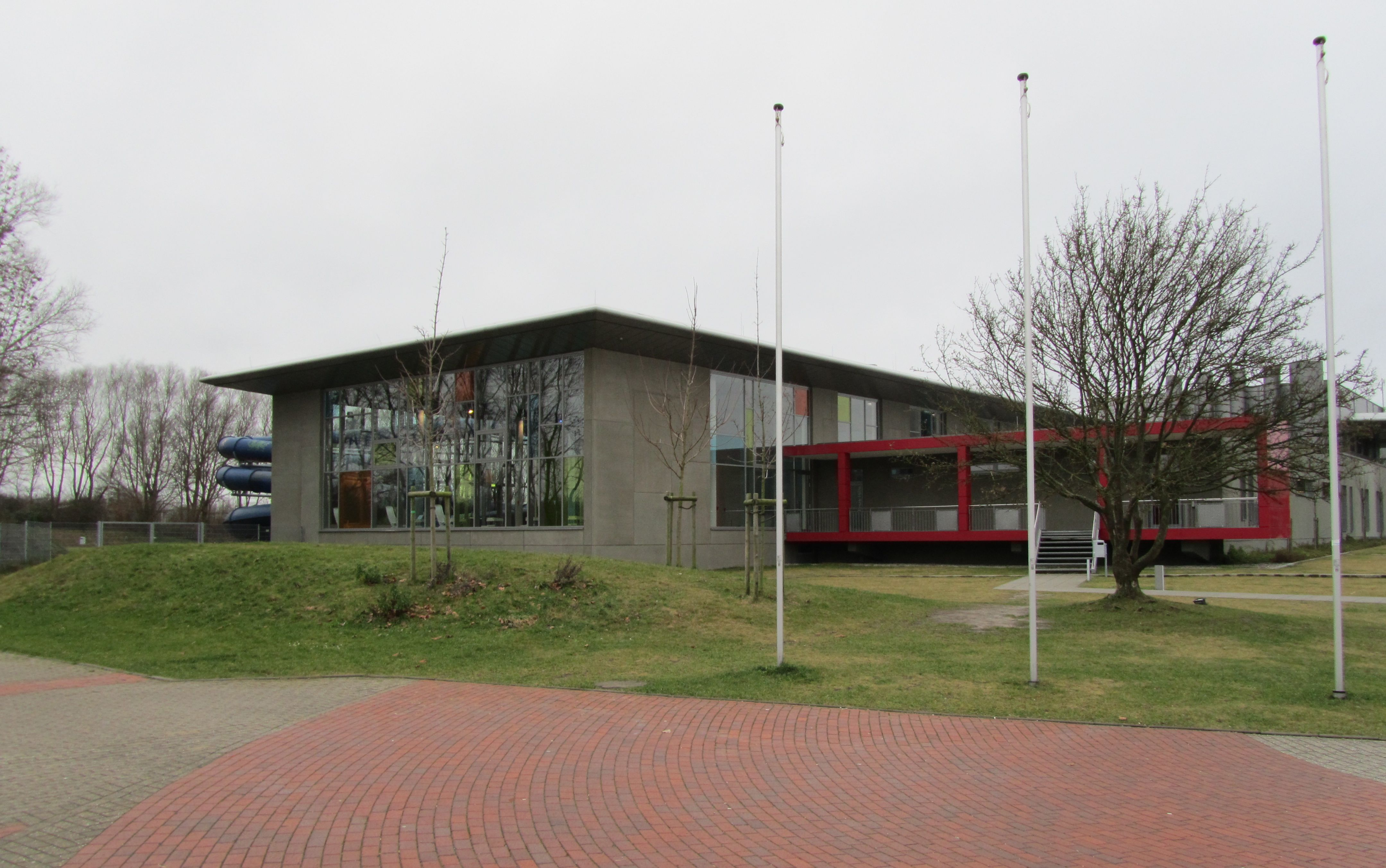
Nautimo (Schwimmbad)
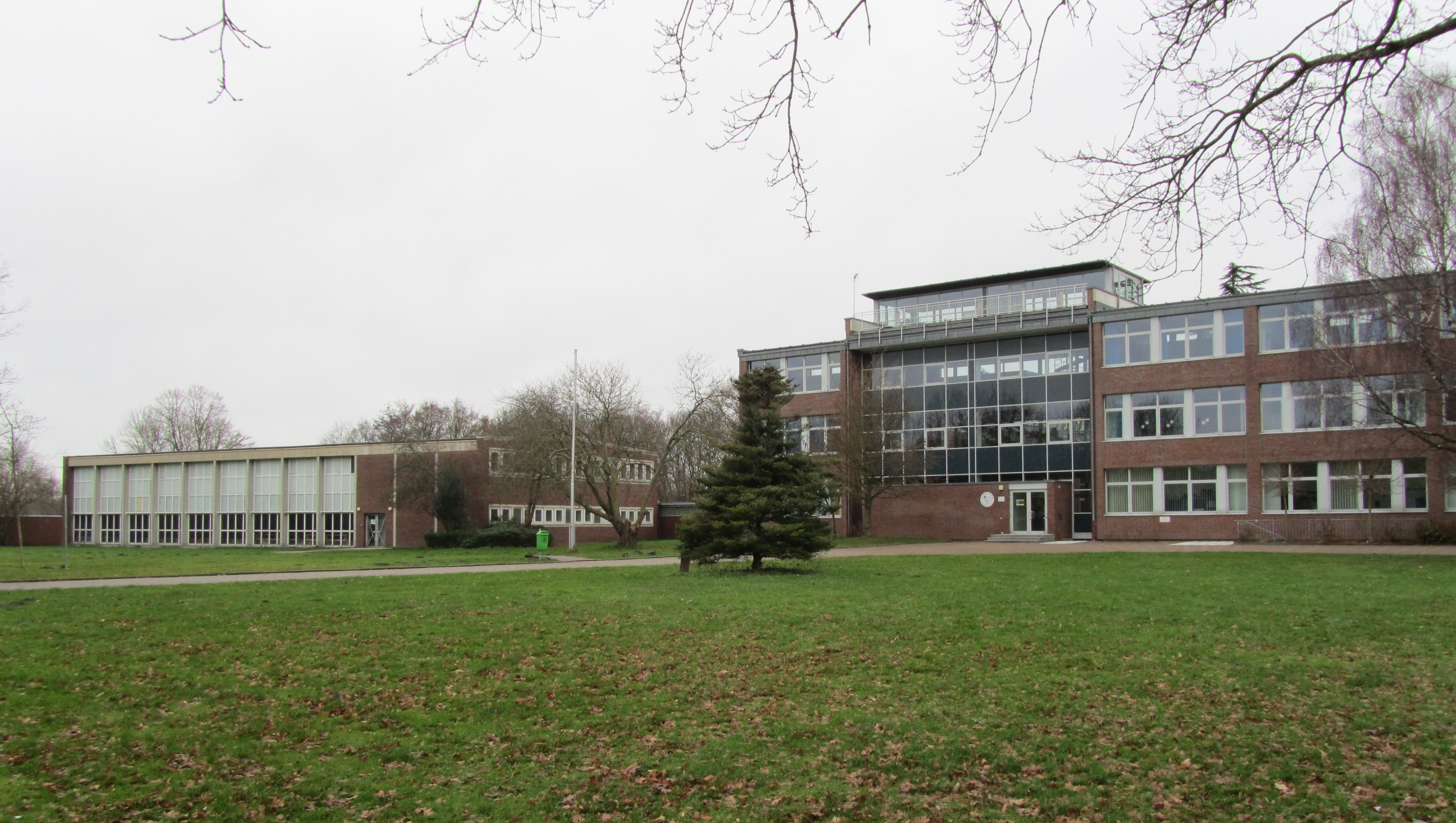
Käthe-Kollwitz-Gymnasium
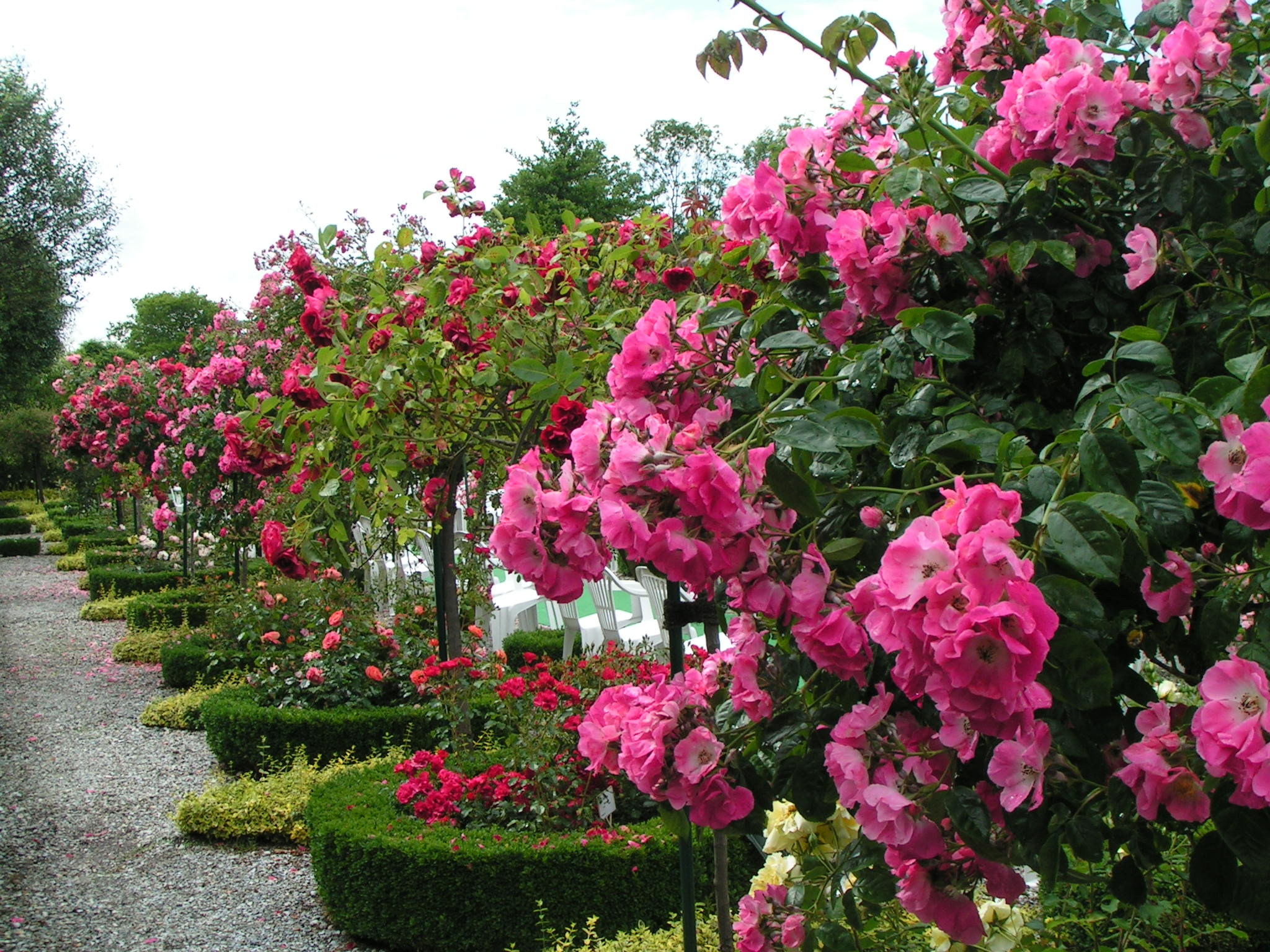
Rosarium

- Berufsbildende Schule Friedenstraße (Technik, Ernährung, Soziales)

## Sportanlagen
- Nautimo (Hallen- und Freibad)
- Jadestadion (Fußballstadion)
- WSSV e. V. (Sportverein)
- Nordfrost-Arena (Sporthalle)
- WTB-Tennishalle des Wilhelmshavener Turnerbund von 1880

## Ansichten
- Ehrenfriedhof   53,5456° N, 8,1027° O
- Jade Hochschule 53,5483° N, 8,0877° O
- IGS Friedenstraße            53,5345° N, 8,0928° O
- Nordfrost-Arena 53,5346° N, 8,095° O
- Jade-Stadion       53,5366° N, 8,0958° O
- Nautimo (Schwimmbad)    53,5359° N, 8,0982° O
- Käthe-Kollwitz-Gymnasium 53,5351° N, 8,1093° O
- Rosarium                53,542° N, 8,1073° O